# 糸崎町
糸崎町（いとさきちょう）は、広島県御調郡にあった町。現在の三原市の一部にあたる。

## 地理
- 海洋：瀬戸内海[1]
- 河川：和久原川[2]
- 山岳：鳴滝山、米田山[1]

## 歴史
- 1889年（明治22年）4月1日、町村制の施行により、御調郡東野村、木原村が合併して村制施行し、貢村（みつぎむら）が発足[1][3]。旧町村を継承した東野、木原の2大字を編成[1]。
- 1912年（明治45年）2月11日、貢村が町制施行し、改称して糸崎町が発足[2][4]。
- 1932年（昭和7年）日東セメント設立[2]。
- 1936年（昭和11年）11月15日、御調郡三原町・山中村・西野村、豊田郡田野浦村・須波村と合併し、市制施行し三原市を新設して廃止された[2][4]。

### 地名の由来
神功皇后西行の際、当地で水を献上したことから「井戸崎」と称し、のち糸崎に転化したもの。

## 産業
- 農業、畳表、製塩[1]

## 交通

### 鉄道
- 1892年（明治25年）山陽鉄道（現山陽本線）が貢村まで開通し、大字東野に三原駅開設[1]。1894（明治27年）駅名を糸崎駅に改称[1]。

### 港湾
- 糸崎港[2]（尾道糸崎港）

## 教育
- 1903年（明治36年）松浜尋常小学校に高等科設置[1]。1908年（明治41年）糸崎尋常高等小学校に改称[1]。
- 1928年（昭和3年）糸崎鉄道学校開校[2]。

## 名所・旧跡
- 糸碕神社[2]